# 富永恭次
冨永 恭次（富永 恭次、とみなが きょうじ、1892年（明治25年）1月2日 - 1960年（昭和35年）1月14日）は、日本の陸軍軍人。最終階級は陸軍中将。

## 経歴

### 尉官・佐官時代
1892年、医師・富永吉太郎の二男として長崎県で生まれた。熊本陸軍地方幼年学校、中央幼年学校を経て、1913年（大正2年）5月、陸軍士官学校（25期）を卒業した。後年、冨永、武藤章、田中新一の3名が「陸士25期の三羽烏」と呼ばれたが、これは満州事変以降は準戦時となり、積極的な性格の者が注目されるようになったためでもあった。
同年12月、歩兵少尉に任官し歩兵第23連隊付となった。陸軍経理学校生徒隊付などを経て、1923年（大正12年）11月、陸軍大学校（35期）を卒業。同年12月、歩兵第23連隊中隊長に就任。翌1924年（大正13年）12月には参謀本部付、さらに翌1925年（大正14年）には関東軍司令部付へ転属した。
1927年（昭和2年）12月には参謀本部員に転属し、1928年（昭和3年）8月、歩兵少佐に昇進した。同年12月、駐ソ連大使館付武官補佐官となり、その後ジュネーブ海軍軍縮会議全権の随員なども務めた。この頃、一夕会にも参加している。
1932年（昭和7年）8月、歩兵中佐に進級し参謀本部員（第2課）に就任した。その後、参謀本部付仰付（欧州駐在）、近衛歩兵第2連隊付を経て、1936年（昭和11年）3月、参謀本部庶務課長代理に任ぜられた。ここで冨永は初めて人事業務に触れ、二・二六事件以後の粛清人事にも携わった。中でも、一言多くて扱いづらい台湾軍司令官柳川平助中将、第4師団長建川美次中将、陸軍大学校長小畑敏四郎中将、野戦重砲兵第2連隊長橋本欣五郎大佐などに対しては、戦時召集の際には厚遇するという約束で自ら予備役編入願いを出させるように持って行き、手際良く予備役編入願いを取りまとめる活躍を見せている。
1936年（昭和11年）8月、歩兵大佐に昇進し参謀本部第2課長となった。
1937年（昭和12年）1月、関東軍司令部付に転じ、3月に関東軍第2課長に就任した。このとき東條英機が関東軍参謀長となり、両者は昵懇の間柄となった。1938年（昭和13年）3月、近衛歩兵第2連隊長に就任した。

### 参謀本部時代と北部仏印進駐
1939年（昭和14年）3月、陸軍少将に進級した冨永は参謀本部第4部長に就任し、次いで同年9月には、作戦を司る参謀本部第1部長に任ぜられた。
翌1940年（昭和15年）8月、富永恭次は東京に来た支那派遣軍作戦参謀総長の井本熊男に会った。このとき井本は編成動員課編成班長や作戦課作戦班員と会い、さらに30日には中支那防疫給水部の者と連絡をとる等、細菌作戦実施のための打合せに来たと思われる行動を取っている。その後、同年10月から浙江省西部の衢県や寧波を皮切りにペスト菌汚染物資の空中散布が開始されている。
同年ドイツ軍のフランス侵攻によりフランス領インドシナ（仏印）の地位が不安定になると、日本は北部仏印への進出を構想し、西原一策少将を長とする軍事顧問団（西原機関）を派遣して現地政府との交渉を行った。そして、9月22日に西原・マルタン協定が締結され、日本軍の平和的な進駐が合意された。
しかし、現地指導のため仏印に出張した冨永は、武力を背景とした急進的な進駐を目指し、9月2日、南支那方面軍司令官に対して独断で大陸指（参謀総長指示）を発し、仏印攻略準備を指示した。そして、合意妥結までの過程でも西原少将に対して越権的な指導を行い、協定締結後も、その事実を知りながら、武力進駐のため既に進軍を開始していた日本軍を制止しなかったため、現地で武力衝突が勃発した。このような混乱を、西原少将は「統帥乱れて信を中外に失ふ」と厳しく批判した。沢田茂参謀次長は冨永の度重なる独断専行に業を煮やし、9月25日、帰国した冨永を第1部長から更迭した。この厳しい処分は、本件を天皇の外交大権に対する軍の侵害と捉え、天皇に恐懼の念を抱いた陸相の東條の意向も働いたものだったが、同時に東條は、「冨永のような人材は惜しいがやむを得ない。他日を期して、本人には元気を出して謹慎するように伝えよ」と人を介して冨永に伝えさせている。

### 陸軍省人事局長・陸軍次官時代
参謀本部第1部長を更迭された冨永は、東部軍司令部附、公主嶺陸軍戦車学校長を経て、1941年（昭和16年）4月に東條陸相の下で陸軍省人事局長となり、中央に復帰した。これは、一度懲罰人事で左遷された者は自分を復活させた人間に忠勤を励むという、人情の機微を知った東條ならではの人事だった。一方で、独断専行で更迭された軍人が結果的に責任を取らされず、むしろ栄達したことは、満州事変後の石原莞爾や板垣征四郎、ノモンハン事件後の服部卓四郎や辻政信の処遇と同様、軍内に禍根を残したとの見方もなされている。
その後、冨永は1941年11月に陸軍中将に進み、1943年（昭和18年）3月には陸軍次官となり、人事局長事務取扱を兼任した。こうした冨永の重用は、権力の源泉が人事にあることを知悉した東條が、信頼する冨永に人事を委ね続けたためだった。冨永の威光の前には、本来参謀人事を扱う立場であるはずの、参謀本部総務部長の若松只一も太刀打ちできなかった。
しかし、東條の下での部内人事は、田中隆吉のような不適格な子飼い人材の登用、東條の陸大教官時代の教え子だった真田穣一郎など一部人材の偏用、加藤泊治郎や大木繁、四方諒二といった関東軍憲兵司令官時代の部下を憲兵関連の要職に抜擢したことなど、情実に左右された人事がしばしば見られた。そして、こうした個人的な好悪に影響された人事や、憲兵を使った対立勢力等への監視・威迫、武人として最高の栄誉であるはずの激戦地への赴任を懲罰人事として使ったこと、東條の側近たちが不都合な情報を東條の耳に入れようとしなかったことなどは怨嗟の的となり、その憎悪は東條のみならず、強権的な姿勢が目立った冨永にも向けられた。
1944年2月に東條が参謀総長を兼任しようとした際に、前任の参謀総長の杉山元に対する説得を冨永が行ったり、東條内閣が退陣する際にも、東條が引き続き陸相として続投できるよう梅津美治郎や杉山に工作を試みたりするなど、冨永は東條の意を体した行動を行った。東條陸相の下で兵務局長を務めた那須義雄は、松前重義の召集は冨永次官から直接自分に命ぜられ、冨永に再考を願い出たが受け入れられなかったことを証言している。また、梅津や寺内寿一、畑俊六、板垣征四郎といった総軍司令官クラスの在任が長期にわたったのは、東條の存立基盤を脅かす可能性のある重鎮を外地に縛り付けておこうとする東條・冨永の深謀遠慮があったのではないか、とする見方もある。

### 比島航空決戦
1944年（昭和19年）7月に東條内閣が退陣し、東條という後ろ盾を失った冨永は、7月26日に参謀本部附となり、8月30日、比島方面の航空決戦の重責を担う第4航空軍の司令官に転出した。杉山陸相はこれを名人事と自負したが、陸大卒業以来、中隊長1年、隊付中佐1年、連隊長1年の隊付勤務しか経験しておらず、一度も戦場に出たこともなく、航空関係の直接勤務の経験もなかった冨永が同職に発令されたことは、一般には思いもかけない人事だった。
9月8日にマニラに着任した冨永は、「与えられた戦力で満足して戦闘し、兵力の増強を要請しない。幕僚統帥を絶対にやらぬ。徳義の統帥を行う。迅速に決断、即時実行」を信条に掲げ、レイテ決戦に呼応した航空攻撃や地上部隊支援、そして大規模な特攻作戦を精力的に指導した。そうした中で、冨永の指揮には以下のような特徴・問題点が見られた。

#### 前線への進出と部下将兵への激励
冨永は積極的に前線に進出し、第一線の実情に即した戦闘指揮を心掛けるとともに、部下将兵を熱心に激励したり、特攻隊員を自ら会食に招いて慰労したり、戦場で偉功を立てた者に対して自筆の感状・賞詞を直接付与したりするなど、部隊の士気向上に活発に取り組んだ。これらは将兵に強い印象を残した。下級士官や兵卒らには自分らの気持ちが分かるのは司令官だけと言われる等評判は良かったが、こうした戦闘指揮は作戦の全局から見て不均衡な指導となる場合があったともいわれる。また、受賞者の人物・行状を詳知しないまま感状等を発出することにより矛盾が生ずる場合があったため、師団長以下の各級指揮官は、このような冨永の振る舞いを歓迎しなかったともいう。また、総攻撃の日に最前線飛行場で飛行集団長に対する命課布達式を行うなど、奇矯と見られかねない行動もあった。一方で、これらの批判は主に上級士官らからのもので、いわば自身の見せ場の任務をとられるような形になる飛行場長はまだしも、当時の上級航空士官らはエリート意識が強く、このような富永の行為を嫌い、悪評を立てたとする見方もある。

#### 木下第2飛行師団長との関係
11月中旬以来、第4航空軍の意向により、双軽の飛行第75戦隊がオルモックへの空中補給に使用され続けていたことに不満を持っていた第2飛行師団は、戦力が急減する中で、同戦隊を敵の攻撃に使用することを具申し続けた。しかし、同戦隊による空中補給を第35軍への重要な協力手段と捉えていた冨永は、元々第2飛行師団の意見具申に好印象を持っていなかったこともあり、この具申に対して返電を行わなかった。このため、第2飛行師団長の木下勇中将は同戦隊を独断でタクロバン飛行場攻撃に使用したところ、冨永はこれに激怒し、木下師団長の職務を停止するとともに、南方軍に対して同師団長罷免の事後承諾を求めた。この事案に関しては、軍隊指揮の道理は冨永の側にあるものの、親補職の師団長の職権を軍司令官の意向で停止することは許されるものではなく、インパール作戦における牟田口廉也中将の3師団長罷免と同様の問題を抱える行為であった。結局、南方軍は混乱を収めるために、木下中将を南方軍総司令部附に更迭した。

### マニラ死守方針
1944年12月中旬、レイテ決戦の敗勢が濃くなり、ルソン作戦準備が本格化すると、既に持久の方針を固めている第14方面軍と、決戦を志向する冨永との間で確執が生じるようになった。国軍の決戦であるからとして、多数の部下将兵を特攻に送り出してきた冨永にとって、第14方面軍の持久方針は到底承服できないものだった。第14方面軍は第4航空軍のマニラ退去と北部ルソン移転を要望してきたが、冨永は、連合軍のルソン上陸が迫る重大局面に際して、マニラに軍司令部を置き、マニラ、クラークの両基地を最大限に活用することを強く主張した。
12月25日、南方軍は第4航空軍を、1月1日付で南方軍直轄から第14方面軍の指揮下に移すことを決め、冨永の態度を転換させようとしたが、冨永の心情には逆効果だった。また、第14方面軍参謀長で幼年学校時代以来の同期生だった武藤章中将が冨永を訪ね、やはり第4航空軍が北部ルソンのカガヤン河谷に退くことを要望したが、冨永はこれを拒否し、マニラ死守の方針を変えなかった。一方で、第4航空軍の幕僚たちは第14方面軍の立場を理解しており、航空決戦続行の困難を予感して暗澹とした気持ちだった。
こうした中で、11月以降特攻隊の出撃を見送り続けてきた冨永は、12月下旬頃から強度の不眠症となり、心身の消耗が甚だしく、病床に伏すことが多くなっていた。12月28日、特攻隊の進発を見送っていた冨永は突然抜刀し、大声で「出発」と自ら号令を下した。単なるパフォーマンスか熱にうかされた挙句の突拍子もない行動か不明だが、富永に不満を抱く上級士官らに言わせれば、軍司令官が直接特攻隊の出発を指揮する光景は特異であり、現場にいた一同は呆然として見守ったとする。同31日と翌1945年（昭和20年）1月3日、冨永は寺内寿一南方軍総司令官に対して、重大戦局にもかかわらず病気のため指揮が執れないという理由で、司令官職を更迭してもらいたいとの申請を自ら書いて、発電させた。しかし南方軍は、戦況の緊迫化にも鑑みて、これらの要望を拒否した。冨永が辞任を申請したのは、冨永は東條が首相の時期にその一の子分のようになっていたため東條に左遷されたとみられる山下の麾下に入ることを嫌ったか、それとも自身の安全を考えてかと、ノンフィクション作家の高木俊朗はみている。
心身の疲労に加えてデング熱が発病し、正月以降ほとんど病床にあった冨永は、この頃、部下参謀からマニラ死守の準備が進んでいないとの報告を受け、驚き怒ると同時に、マニラ死守の決心に動揺が生じたともいう。1月7日、第14方面軍司令部から朝枝繁春参謀が来着し、山下奉文第14方面軍司令官の立場・名誉のためにも是非マニラから撤退してもらいたい旨を説得した。冨永はこれを受け入れ、急遽マニラ死守の企図を放棄し、第4航空軍司令部を北部ルソンのエチアゲに後退させることを決めた。そして同日夜、車中に病臥したままマニラを出発し、10日にエチアゲに到着した。この間に連合軍はリンガエン湾への上陸を開始したが、これに対して冨永が航空作戦の指揮を執ることはなかった。また、この軍司令部の後退はバコロドやクラークの麾下部隊には事前に何も知らされておらず、彼らは司令部に対し奇異な感情を抱いた。

### 台湾後退
敵機の攻撃を受けつつも無事エチアゲに到着した冨永だったが、準備不足のエチアゲを拠点に航空作戦を行うことが不可能であることは理解していた。そして、ルソン戦の作戦方針が持久作戦に変わった以上、数少ない航空指揮官や幕僚を台湾に後退させ、今後の作戦に有効に活用させたいという考えが強くなっていったともされる。しかし大本営は、第4航空軍の作戦根拠を台湾に移転させることは全く考えておらず、同軍は文字通り比島と運命を共にすべきものと信じられていた。冨永は、今度は第4航空軍を台湾の第10方面軍の指揮下におくよう、働きかけ始めた。高木俊朗は、これもやはり、富永が山下の指揮下に入りたくなかったためか、自身の身の安全を考えてのことと見ている。
1月中旬、第4航空軍の隈部正美参謀長以下の幕僚は軍の台湾後退計画を検討し、第14方面軍の武藤参謀長の同意を取り付けたが、後退のためには南方軍を経て大本営の承認を得る必要があった。しかし隈部参謀長は、台湾－比島間の航空情勢が刻々と悪化する中で、衰弱した冨永を在台湾指揮下部隊の視察の名目でなるべく早く台湾に移送しようとした。1月16日、後退の正式認可が得られないまま、冨永はエチアゲを出発、ツゲガラオに一泊して台北に到着した。もともと2機の掩護機を付けていたが、ツゲガラオで4機に増やしている。続いて同19日に隈部参謀長が台湾屏東に到着し、19日以降も幕僚らが台湾に向かったが、途中で敵機の攻撃を受けたり、友軍高射砲の誤射を受けたりして、多くの戦死者を出した。
富永のエチアゲ脱出に居合わせた毎日新聞の記者によれば、富永は一部親族から主張されたような人事不省の状態ではなく、記者らに気付いて挨拶をしにきて、台湾出張を命じられたものと説明したが、本人は衰弱し高熱もあって、自力では飛行機の座席にも乗りこめなかったような状態であったとし、富永自身はフィリピン防衛にあたるつもりだったのであろうが、翌日から隈部ら幕僚が富永の出発を待っていたかのように相次いでエチアゲを去ったことから、従軍記者らの見方は、幕僚らが自身らが逃げるために富永に強要するような形で進めたのだろうということで一致したという。ただし、台湾の山本健児第8飛行師団長のように、富永ないし富永と幕僚らの結託した芝居ではなかったかという見方をする者はいて、高木俊朗はこの考えをとっている。
台北に辿り着いた冨永は、第10方面軍司令官の安藤利吉大将に対して指揮下に入った旨の申告を行ったが、安藤は「そんな命令は来ていない」と答えた。その後、冨永は台北の有名な保養地である北投温泉に滞在して静養にいそしみ、回復した。このとき、富永にはフィリピンから脱出するとき飛行機に積み込めるだけのウィスキーを積み込んで逃げたといった噂が立ったと言われている。ただし、ウィスキーの話については、第4航空軍の残存隊員はツゲガラオの基地で台湾から来る航空機により最後の機会となるフィリピン脱出を図ったのであるが、戦後の富永のフィリピン脱出を扱った新聞記事で、そのとき同地区軍政官がウィスキーを積んで逃げたというエピソードをともに載せたため、それらが混同された可能性が高い。なお、富永は酒を飲まなかったと伝える記者もいる。また、飛行機に芸者を乗せて台湾に逃げたという噂も立ったとされるが、記者らの証言からフィリピンを発つ際に芸者を連れていなかったことは明らかになっている。南方軍総司令官の寺内寿一に似たようなエピソードがあることから、これもそちらと混同された可能性が高い。ただし、噂には富永は馴染みだった芸者を静養していた北投温泉にに呼び寄せたという形のものもあり、逆にこれは当時ありがちなことで、こういう噂ということであれば真偽不明というしかない。
ルソン島の作戦を第14方面軍に一任していた南方軍は、第4航空軍の台湾後退には元々不同意であり、マニラ死守を呼号していた冨永が無断で台湾に後退したことには、ただ唖然とするばかりだった。21日、冨永の命令でサイゴンの南方軍総司令部に事情説明に赴いた隈部参謀長を、寺内総司令官は自ら激しく叱り付けた。また、第14方面軍の山下軍司令官は、少なくとも表面的には責任の一端を自ら負う姿勢を示したが、方面軍一般の憤慨は甚だしかった。
また、第4航空軍司令部は麾下部隊の処置をまともに行わないまま台湾に脱出したため、ルソン島に取り残された各部隊将兵の怒りは激しかった。これらの将兵は、脱出を図ったものの、うまく行かず、犠牲を出しながらフィリピン各地を転々としたり、バレテ峠の戦いなど北部ルソン各地の激戦に投入されたり、クラーク飛行場群を守備する建武集団（長：塚田理喜智中将、約3万名。このうち終戦時の生存将兵は約1,230名）に編入されたりして、その大部分が戦没した。このことが新聞・書籍等で戦後あきらかにされ、富永の決定的な悪評の原因となった。
2月23日、陸軍中央部は第4航空軍司令部の復帰（解体）を発令した。そして同日付で、冨永は心身消耗が甚だしく現職に堪えないものと認め、待命を発令し、5月5日付で予備役に編入した。しかし、この処分は厳正を欠くとの批判も少なくなかった。

### 終戦から晩年まで
1945年（昭和20年）7月16日、在満州の根こそぎ動員師団の師団長適任者が乏しく、人事当局が人選に苦慮する中で、冨永は再び召集され、軍司令官職より格下の第139師団長に補された。同師団は満州敦化に位置したが、ソ連軍と交戦しないまま終戦を迎えた。冨永は1945年10月モスクワに連行され尋問を受け、6年余り後にようやく起訴、有罪となった。後の冨永本人の国会での証言によれば、本来であれば死刑に該当する罪が2つ、しかし、当時ソ連では死刑が停止されていたため、それぞれが各25年の懲役刑に減刑され、それに他の様々な刑が加算されて計75年の刑になったという。1952年4月シベリアに連行され、将校としての捕虜ではなく懲役刑を受けた戦犯であったため、ここで初めて労役に従事することとなった。4カ所ほどの矯正収容所を転々として、血管系の病気を患っていたため薪の鋸引きや不寝番といった軽作業に約2年間従事した後、半年ほど入院、特別法令の適用を受け病気釈放が決まり、1954年11月釈放のためハバロフスクに移送された。
1955年（昭和30年）4月、冨永は引揚船で舞鶴港に帰国した。冨永は第4航空軍司令官時代の振る舞いに関して厳しい批判を浴びたが、それに対して帰国当時は冨永本人が反論を行うことはなかった。同年、シベリア抑留に関する証言を聞くために国会に招致された冨永は、フィリピン脱出について以下の答弁を行った。
しかし、後に富永自身が読売新聞に送った手記によれば、台湾に到着して台湾軍司令部に行き、そこで初めて隈部参謀長に騙されたことに気づいたものとして書いている。高木俊朗は、その著書で、富永の前後の行動や周りの評価をもとに、結局このフィリピン脱出は富永の入念な芝居と隈部ら幕僚との共同謀議（富永がいる限り、隈部らもフィリピンを脱出できない）の結果ではないかと考えている。
シベリア抑留ではとくに冬は新鮮な野菜が不足しがちで、体質的なものか多くの日本人が心臓病や循環器系の病気になりがちであったという。冨永も心臓が弱っていて、帰国から5年後の1960年（昭和35年）1月14日、冨永は、東京都世田谷区の自宅で心臓衰弱のために死去した。68歳没。

## 評価
昭和天皇は戦後になっても東條英機に一定の好感を抱いている一方で、戦時中に東條の評判が悪化したのは、田中隆吉や富永のような「兎角評判の良くない且部下の抑へのきかない者」を使ったことが原因の一つであると述べている。

## 栄典
勲章
- 1940年（昭和15年）8月15日 - 紀元二千六百年祝典記念章[82]

外国勲章佩用允許
- 1941年（昭和16年）12月9日 - 満州帝国：建国神廟創建記念章[83]
- 1942年（昭和17年）9月14日 - 満州帝国：勲二位景雲章[84]

## 家族親族
妻：富永セツ
弟：富永昌三海軍少将。
弟：富永謙吾海軍中佐。大本営報道部員。戦史研究家。「大本営発表の真相史　元報道部員の証言」（新版・中公文庫）ほか
義弟：森田徹陸軍少将。富永の妹を娶る。歩兵第71連隊長としてノモンハン事件で戦死。
長男：富永靖陸軍大尉。慶應義塾大学卒業後に特別操縦見習士官1期生となり、第58振武隊員(特攻隊員)として、1945年5月25日、富永から貰った日章旗を携えて四式戦闘機「疾風」爆装機に搭乗し都城東飛行場より出撃、戦死。
娘婿：河村次郎陸軍少佐。

## 写真

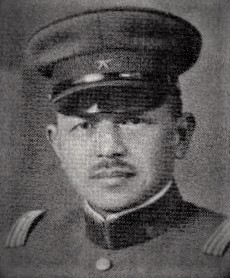
中佐時代の冨永
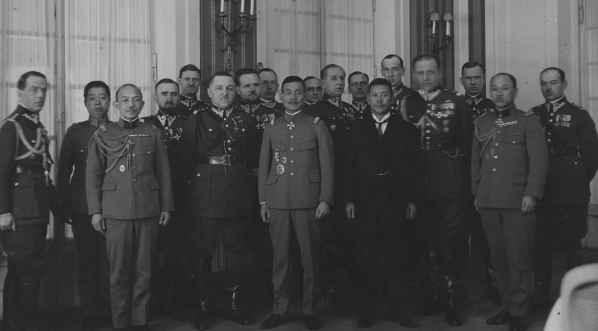
参謀本部員としてワルシャワ訪問時の冨永（左から3人目）。中央が松井石根中将
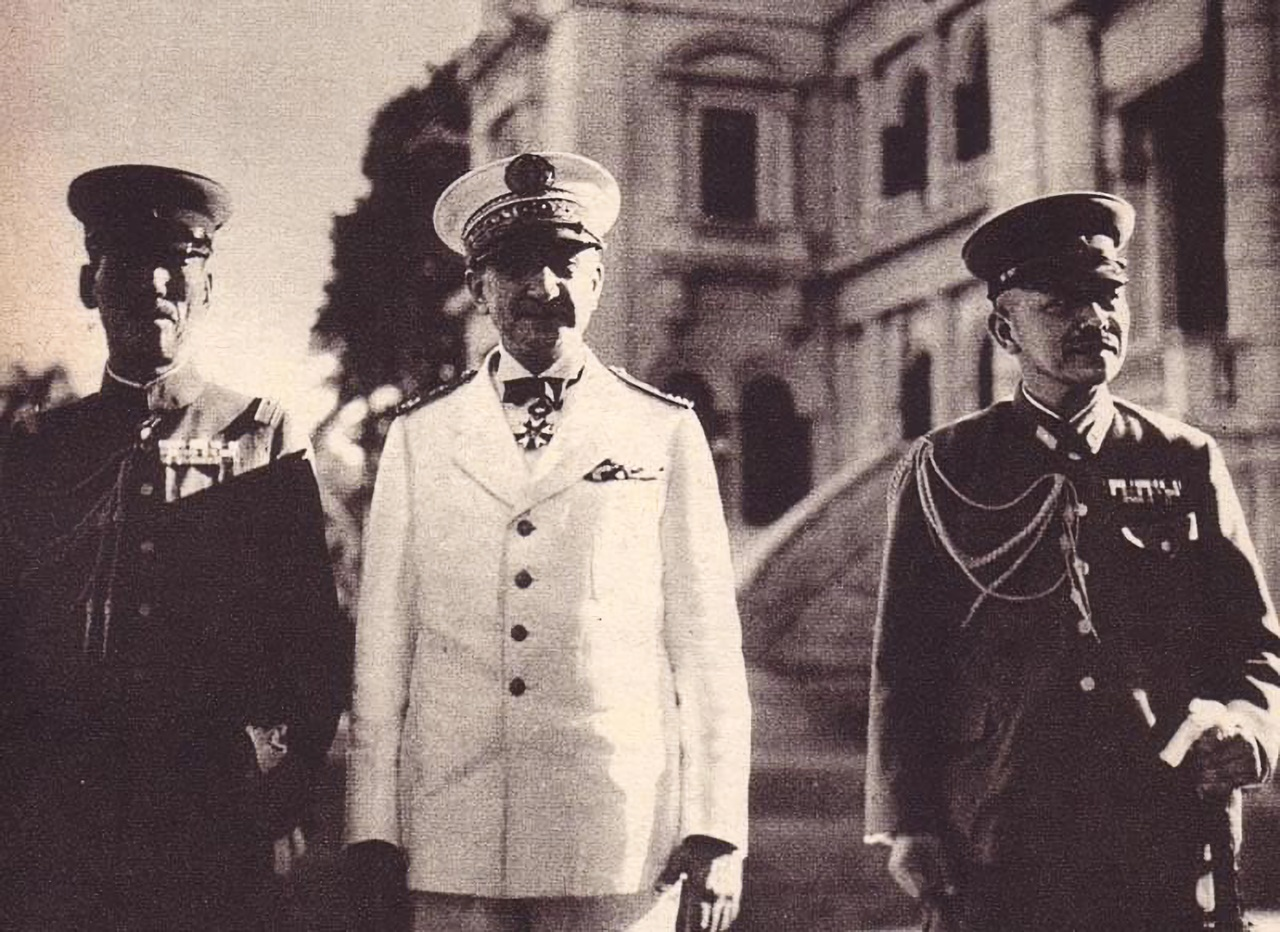
日本軍の仏印進駐について協議した冨永（右）デクー総督（中央）西原一策少将（左）
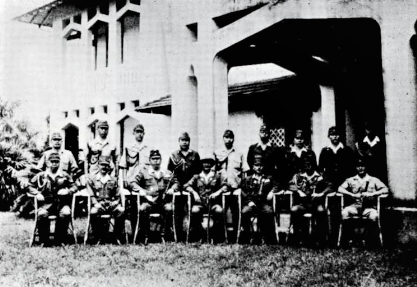
南方軍、第14方面軍、第4航空軍の司令官と参謀。前列左から2番目が冨永
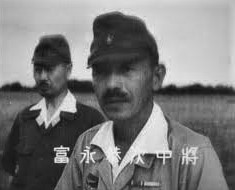
出撃する陸軍特別攻撃隊に訓示する冨永
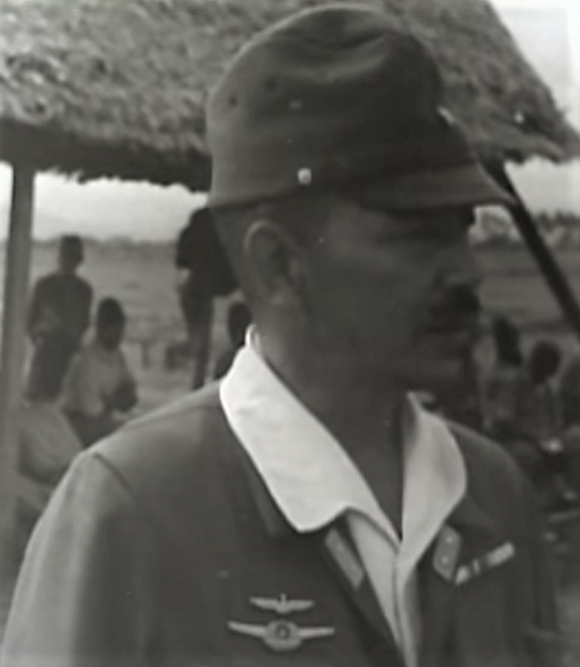
出撃前の陸軍特別攻撃隊万朶隊に訓示をする冨永
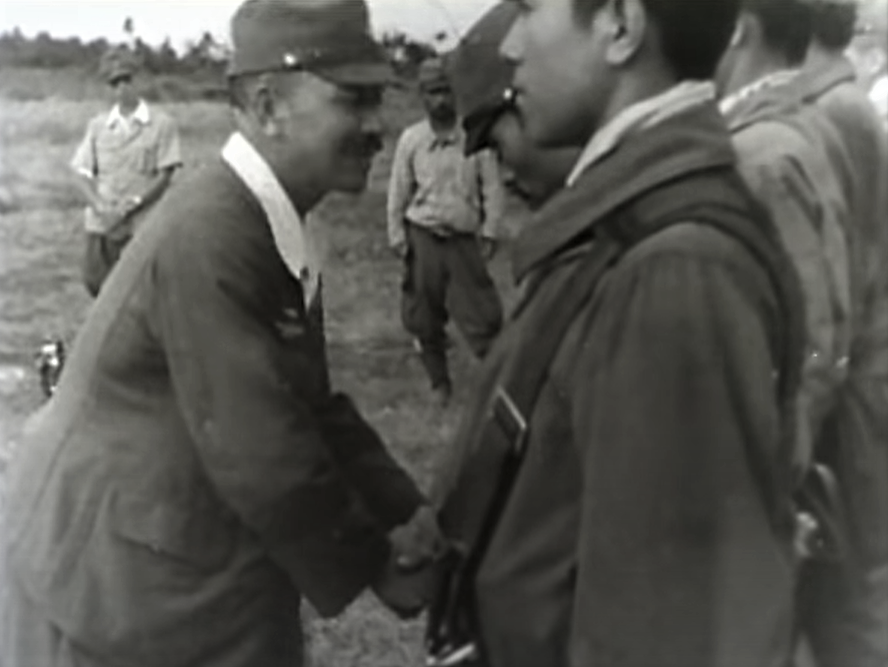
出撃する万朶隊隊員に語りかける冨永
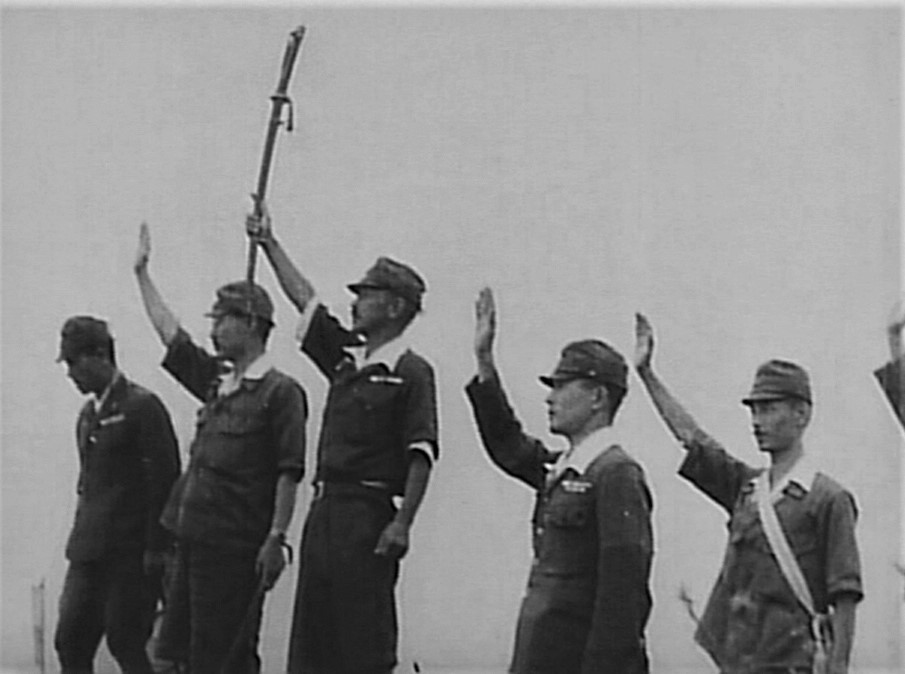
特攻機を見送る第4航空軍司令部幕僚。軍刀を振りかざしているのが冨永
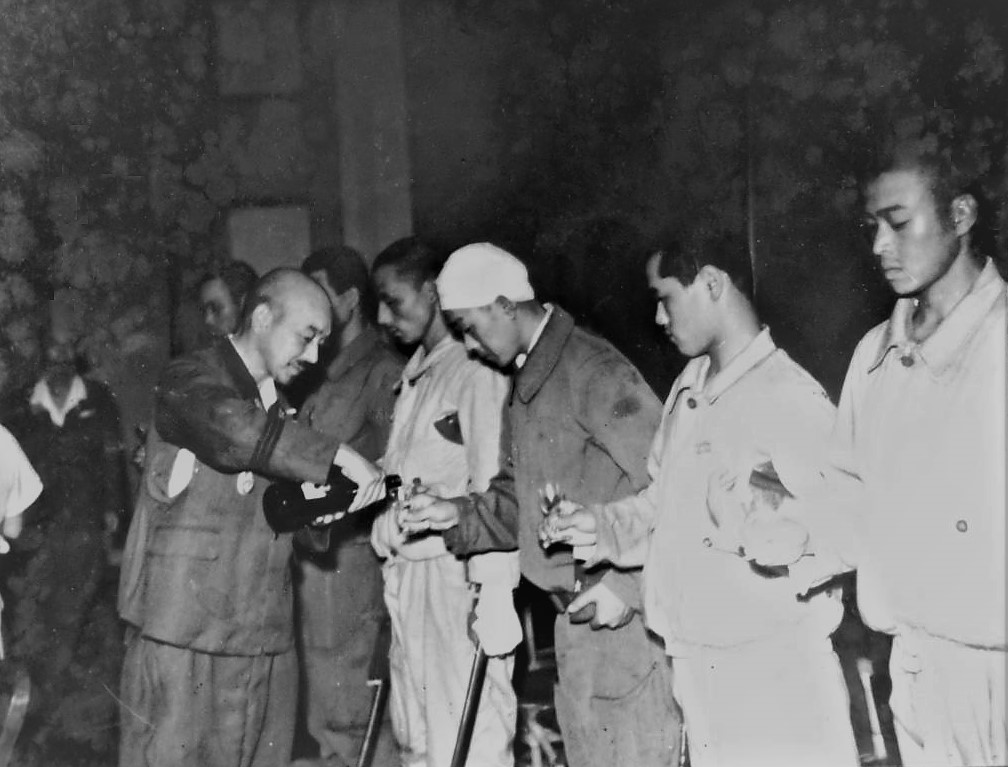
マニラに招いた万朶隊隊員に酒を注ぐ冨永
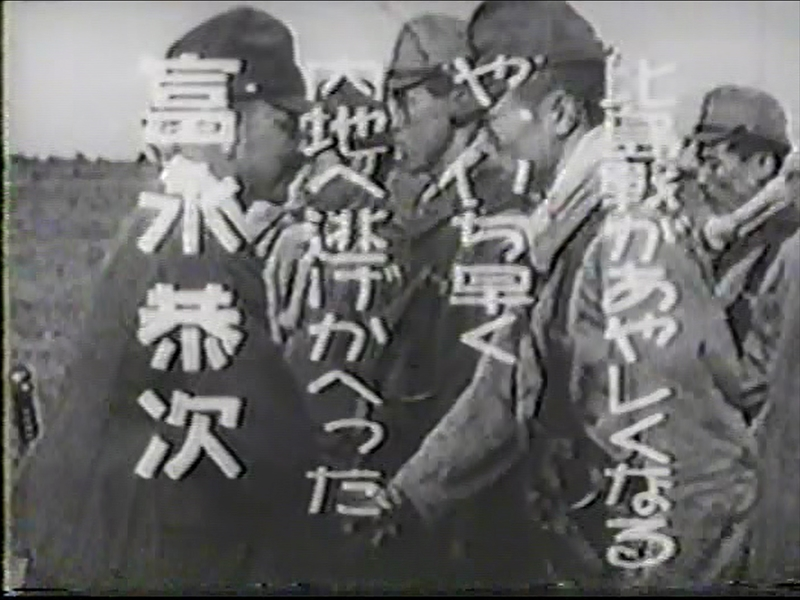
終戦直後の1946年に制作された日本映画社の映画『日本の悲劇 自由の声』で批判される冨永
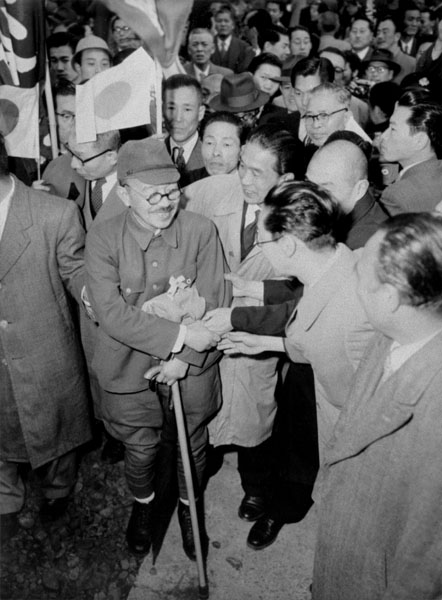
日本に帰国し支援者に歓迎される冨永、歩行が困難となっており杖をついている。後ろで冨永を支えているのが実弟の元海軍中佐冨永謙吾